# Victoria (roman)

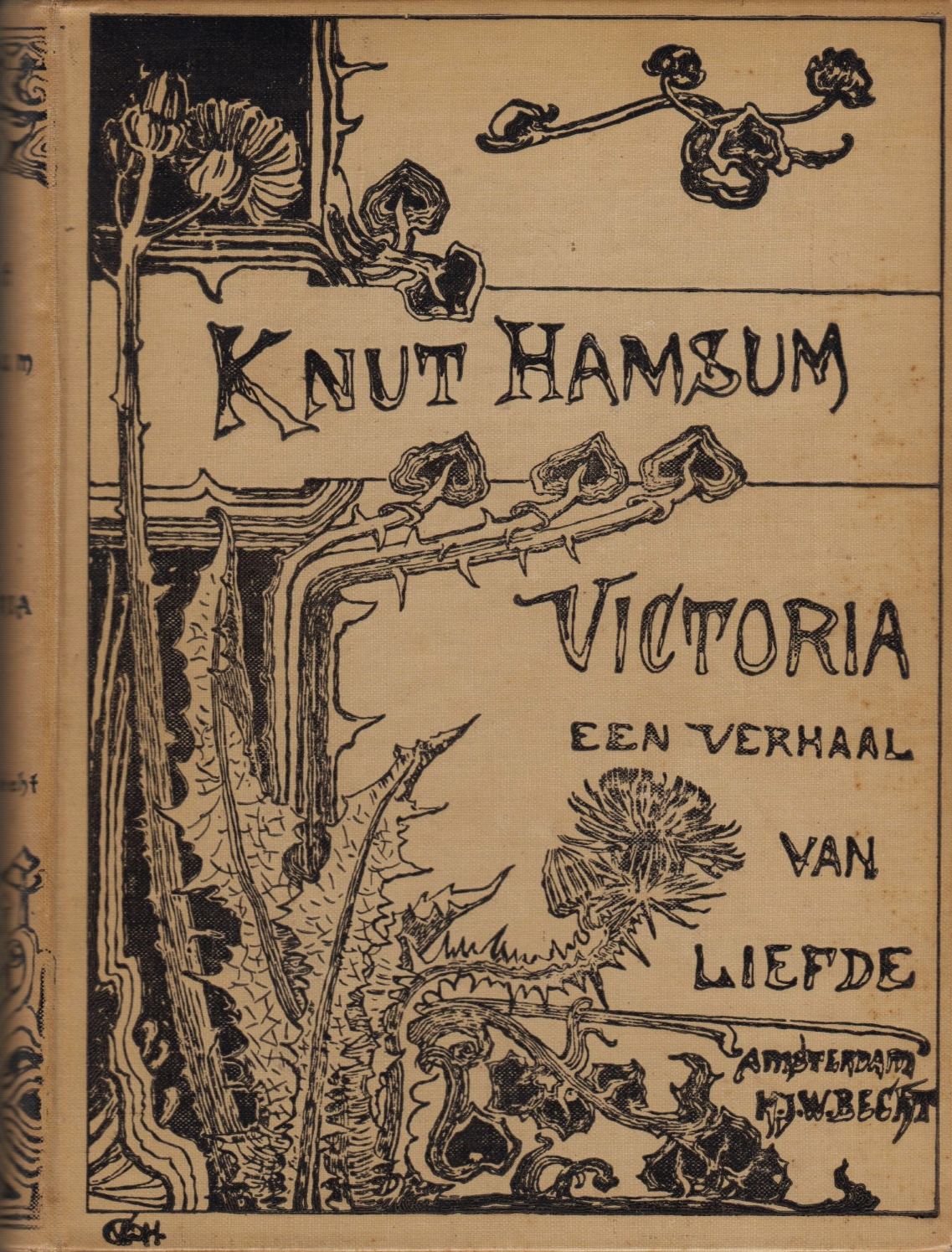
Eerste Nederlandstalige editie, 1900, omslag Cornelia van der Hart. De schrijversnaam staat fout geschreven (Hamsum), ook op het titelblad.

Victoria (Noors, eveneens: „Victoria“) is een korte roman van de Noorse schrijver en Nobelprijswinnaar Knut Hamsun, verschenen in 1898. 

## Intrige
“Victoria” is het verhaal van een onvervulde liefde tussen een eenvoudige molenaarszoon (Johannes) die zich tot dichter ontwikkelt en de freule (Victoria) die uiteindelijk door hem versmaad wordt. 
Victoria wordt geschilderd als een jonge vrouw met charme, intelligentie, trots en zelfbewustheid, maar ook intuïtief en impulsief, teder, vol overgave en offerbereid. De liefde van Victoria voor Johannes valt ten offer aan de schuldgevoelens tegenover haar vader, aan wie ze zich psychisch en sociaal gebonden voelt. Johannes, in zijn egocentriciteit gevangen, doorziet het veelvoudige schuldcomplex echter niet. Victoria daarentegen beseft hoe voor Johannes het dichterschap boven de verwerkelijking van de liefde gaat, zij voelt intuïtief aan dat Johannes vlucht voor hun liefde en aan sublimering via zijn schrijverschap genoeg heeft.
Aan het einde van de roman wordt Victoria ziek, kwijnt weg en sterft. Haar afscheidsbrief aan Johannes is van een schrijnende schoonheid. Na de brief stopt de roman en blijft onvermeld hoe Johannes er op reageert.

## Typering
Victoria is evenals Pan een typisch nieuw-romantisch werkje, waarvan de vormgeving in het algemeen en de uitbeelding van de vrouwelijke hoofdfiguur veel verwantschap vertoont met de art nouveau en jugendstil.
Victoria is meer roze, waar Pan felrood is, heeft Hamsun zelf eens over beide werkjes gezegd.

## Fragment
Ja, wat is liefde.
Een wind die suist in de rozen, nee een gele fosforescentie in het bloed. De liefde is een opzwepende, helse muziek, die zelfs de harten der grijsaards doet dansen. Zij is als de margriet die zich opent als de nacht nadert en de anemoon die zich sluit bij een ademtocht en sterft bij een aanraking.